# Sapingia crepidula
Sapingia crepidula är en insektsart som beskrevs av Nielson 1979. Sapingia crepidula ingår i släktet Sapingia och familjen dvärgstritar. Inga underarter finns listade i Catalogue of Life.